# Allan Quatermain et les Mines du roi Salomon
Série
Allan Quatermain et la Cité de l'or perdu
(1986)
Pour plus de détails, voir Fiche technique et Distribution.
Allan Quatermain et les Mines du roi Salomon (King Solomon's Mines) est un film américain réalisé par J. Lee Thompson, sorti en 1985. C'est une adaptation du roman écrit en 1885 par Henry Rider Haggard, Les Mines du roi Salomon. Cette version est une parodie du film d'aventure Indiana Jones, légère avec des touches de comédie. L'acteur John Rhys-Davies apparaît dans les deux franchises. Le film est tourné à Harare au Zimbabwe

## Synopsis
La belle Jessie Huston fait appel aux services de l'intrépide aventurier Allan Quatermain pour retrouver son père, le professeur Huston, célèbre archéologue disparu en Afrique. 
Les dernières traces concernant celui-ci indiquent qu'il aurait retrouvé la piste des mythiques « mines du roi Salomon ». Quatermain accepte la mission.

## Fiche technique
- Titre : Allan Quatermain et les Mines du roi Salomon
- Titre original : King Solomon's Mines
- Réalisation : J. Lee Thompson
- Scénario : Gene Quintano et James R. Silke d'après le roman de Henry Rider Haggard
- Production : Yoram Globus et Menahem Golan
- Société de production : Cannon Group
- Musique : Jerry Goldsmith
- Photographie : Álex Phillips Jr.
- Montage : John Shirley
- Pays d'origine :  États-Unis,  Afrique du Sud
- Format : Couleurs - Dolby
- Genre : aventure
- Durée : 100 minutes
- Budget : 12 500 000 dollars[1].
- Date de sortie
  -  États-Unis : 15 novembre 1985
  -  France : 26 février 1986

## Distribution
- Richard Chamberlain (VF : Guy Chapellier) : Allan Quatermain, chasseur aventurier
- Sharon Stone (VF : Isabelle Ganz) : Jesse Huston, étudiante en archéologie
- Herbert Lom (VF : Sady Rebbot) : Colonel Bockner, officier allemand
- John Rhys-Davies (VF : Jacques Ferrière) : Dogati, marchand d'esclaves
- Ken Gampu (VF : Robert Liensol) : Umbopo, chasseur africain, compagnon de Quatermain
- June Buthelezi : Gagoola, reine indigène
- Sam Williams : Scragga
- Shaï K.Ophir (VF : Mostefa Stiti) : Kassam, antiquaire
- Fidelis Chea : le chef Mapakï
- Mick Lesley (VF : Vincent Violette) : le sergent Dorfman
- Bernard Archard (VF : Georges Aubert) : Professeur Huston, archéologue, père de Jesse (non crédité)

## Accueil critique
Le film a reçu un accueil critique très défavorable, avec 13 % de critiques positives sur Rotten Tomatoes.
Mais, malgré tout, le film fut un succès public à sa sortie en 1985 et une suite sortit l'année suivante, Allan Quatermain et la Cité de l'or perdu, pour un résultat artistique encore plus discutable.

## Box office
- États-Unis : 15 057 465 dollars[2].

## Autour du film
- En produisant cette nouvelle version des aventures d'Allan Quatermain (déjà adaptées en 1937 et surtout en 1950 sous le titre Les Mines du roi Salomon avec Stewart Granger dans le rôle principal) , la société Cannon Group a vu l'opportunité de profiter du succès de la saga des Indiana Jones en reprenant tous ses ingrédients, sans toutefois atteindre les mêmes qualités artistiques, tant s'en faut. De plus, pour éviter de faire concurrence au personnage créé par George Lucas et Philip Kaufman, Cannon impose des traits de caractères très différents, voire opposés, à Allan Quatermain :
  - Indiana Jones est archéologue de profession ; Allan Quatermain est un chasseur.
  - Si Indiana Jones se sert d'un fouet en dehors du revolver, Allan Quatermain lui se sert de bâtons de dynamite.
  - Jones garde son chapeau tout le long d'une aventure sans le perdre ; Quatermain perd le sien au premier tiers du film.
- Richard Chamberlain et John Rhys-Davies s'étaient déjà affrontés dans la série Shogun.
- Il s'agit d'un des premiers rôles au premier plan de l'actrice Sharon Stone, qui resta cantonnée aux films de série B jusqu'aux succès de Total Recall en 1990 et surtout de Basic Instinct en 1992.

### Erreurs et incohérences
- Alors qu'ils tentent de rattraper Quatermain et Jesse avec leur jeep, Dogati et Bockner se retrouvent bloqués par la population s'agenouillant pour la prière. Pourtant, lorsque la jeep des héros sort de la ville (au même moment), les habitants apparaissent en file indienne autour de la rue sans pour autant être à genoux.
- Dans la séquence de vol en avion, les gros plans (filmés en studio avec un faux appareil) montrent que Richard Chamberlain s'accroche à deux barres métalliques reliant l'aile à la cabine. En revanche, sur les plans larges, le cascadeur doublant Chamberlain est accroché à l'aile elle-même. Il y a également une incohérence au niveau des altitudes de l'avion : Sur les plans larges, l'appareil effectue une altitude variant de haut en bas alors que les gros plans simulent une altitude non seulement plus stable mais bien plus élevée dans le ciel.
- Lorsque la marmite géante arrive presque à la fin de sa course après avoir dévalé les roches, un des plans intérieurs (filmés en studio avec les acteurs et les cascadeurs) montre que le plateau s'arrête quasiment de tourner alors que sur le plan extérieur qui suit, la marmite avance encore un peu avant de stopper.
- Lorsqu'Allan Quatermain et Jesse Huston sont involontairement libérés de la salle du trésor après que Bockner a fait sauter l'entrée, le plafond épineux est toujours abaissé et l'eau se déverse, entraînant les héros avec elle. Quand le colonel pénètre à son tour dans la salle, normalement peu après, le plafond a soudainement repris sa hauteur d'origine et il n'y a plus la moindre trace d'humidité.